# Antics porxos de la plaça de l'Església
Els Antics porxos de la plaça de l'Església eren una obra de Vilaller (Alta Ribagorça) inclosa a l'Inventari del Patrimoni Arquitectònic de Catalunya.

## Descripció
Edificis entre mitgeres i en cantonera, de planta baixa, dues plantes d'habitatges i golfes. Es caracteritzen per ser restes de la tipologia medieval del nucli antic de Vilaller. El voladís de les plantes superiors, sobre apuntalaments de fusta, va permetre l'eixamplament de les superfícies dels habitacles. Resta també la balconada tornejada i el ràfec en fusta de la coberta, elements arquitectònics en regressió. Els murs són arrebossats i la coberta de teula àrab.

## Història
Fins al 1870 va existir l'església romànica de Sant Climent, amb el seu entorn d'habitatges i trama medieval.
Edificis enderrocats per l'ampliació del carrer.